# Daucus aleppicus
Daucus aleppicus är en flockblommig växtart som beskrevs av Joseph Thiébaut. Daucus aleppicus ingår i släktet morötter, och familjen flockblommiga växter. Inga underarter finns listade i Catalogue of Life.